# Tournoi de tennis de Reggio de Calabre
 (signalé en mai 2025).
Si vous disposez d'ouvrages ou d'articles de référence ou si vous connaissez des sites web de qualité traitant du thème abordé ici, merci de compléter l'article en donnant les références utiles à sa vérifiabilité et en les liant à la section « Notes et références ».
- Archive Wikiwix
- Bing
- Cairn
- DuckDuckGo
- E. Universalis
- Gallica
- Google
- G. Books
- G. News
- G. Scholar
- Persée
- Qwant
- (zh) Baidu
- (ru) Yandex
- (wd) trouver des œuvres sur Wikidata

Le tournoi de Reggio de Calabre (Italie) est un tournoi de tennis féminin.
La seule édition de l'épreuve a été organisée en 1964 et remportée par Margaret Smith.

## Palmarès dames

### Simple
| No | Date       | Nom et lieu du tournoi                           | Catégorie | Dotation | Surface      | Vainqueure     | Finaliste    | Score    |         |
| -- | ---------- | ------------------------------------------------ | --------- | -------- | ------------ | -------------- | ------------ | -------- | ------- |
| 1  | 27-04-1964 | Reggio di Calabria Tournament, Reggio de Calabre |           | NC       | Terre (ext.) | Margaret Smith | Robyn Ebbern | 6-0, 6-4 | Tableau |

### Double mixte
| No | Date       | Nom et lieu du tournoi                          | Catégorie | Dotation | Surface      | Vainqueures             | Finalistes                   | Score    |         |
| -- | ---------- | ----------------------------------------------- | --------- | -------- | ------------ | ----------------------- | ---------------------------- | -------- | ------- |
| 1  | 27-04-1964 | Reggio di Calabria Tournament Reggio de Calabre |           | NC       | Terre (ext.) | Robyn Ebbern Bob Hewitt | Margaret Smith John Newcombe | 6-3, 6-3 | Tableau |